# モバイラーズチェック
モバイラーズチェックは、NTTドコモが提供するプリペイド式携帯電話（ぷりコール）への通話料チャージ用、ないしは通常契約の携帯電話の通話料に充当可能なプリペイドカードである。ドコモPHSがサービス提供されていた頃は、PHSへのチャージも可能であった。モバチェという略称や、ドコモテレカ、あるいはドコモテレカ モバイラーズチェックという別名がある。

## 概要・沿革
NTTドコモ（当時は、グループ9社）が提供する、ぷりコール用リチャージカードとして発売開始された「ぷりコールカード」(1999年3月発行開始)が発祥である。その後、ポストペイ契約の携帯電話やPHSの利用料金に充当出来るようになったため、2000年12月より現在の名称になった。2005年11月からは、コンビニエンスストアでのマルチメディア端末から発行されるシートタイプの取扱いを始めた。
ぷリコールは他社のプリペイド式携帯電話と比べてコストパフォーマンスが悪く対象機種も限られていたため利用者が少ない。またNTTドコモ自身も販売に力を入れておらず、さらに匿名性を悪用するケースが多発したため、2005年3月31日で新規受付を終了した。その後もモバイラーズチェックの販売は継続されていたが、2012年3月31日で一般販売が中止された。
金券ショップやネットオークションにも出回っており、定価の3％から5％割引で販売されていることから、ポストペイ契約者の料金節約にも利用されている。数年前まではネットオークションでは10枚単位で10％から15％割引で出品されていたこともあったが、流通量の減少とともに出品も減少し割引率も低くなっている。
また、現在では「ドコモ ケータイ送金（現・ドコモ口座）」などの派生サービスも存在する。
2010年2月、ぷりコールの2012年3月の終了やドコモケータイ送金などで代替可能であるとの判断から、2012年3月をもって販売中止になることが発表された。
その後、2015年3月31日をもってサービスを終了することが発表された。サービス終了に先立って、携帯電話への登録は2013年3月31日で終了した。

## 券種
2009年11月現在

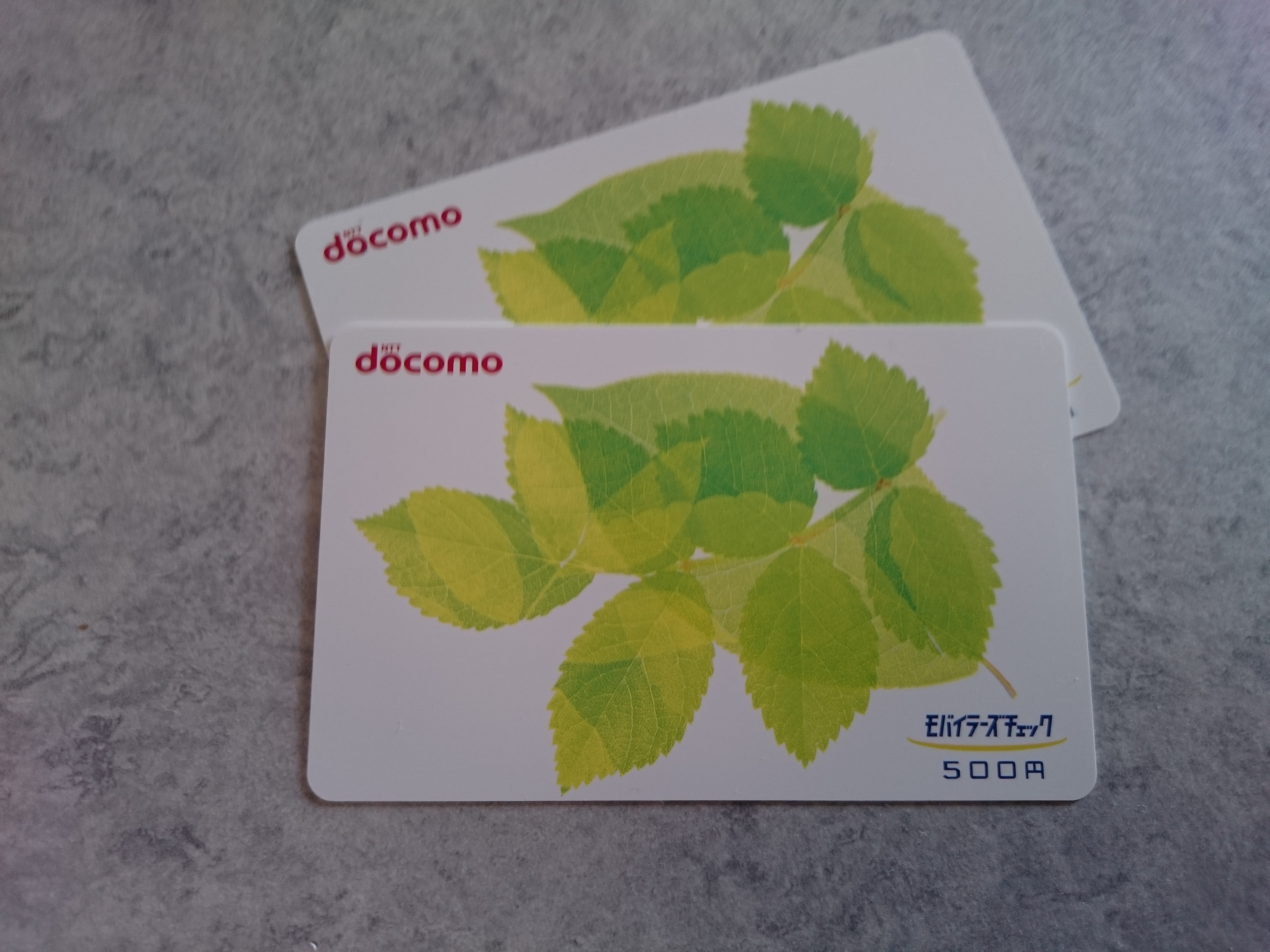
500円券

- 1000円券 （ドコモダケ・ランの2種類のデザインがある）
- 3000円券 （ドコモダケ・ブーケの2種類のデザインがある）
- 5000円券 （ドコモダケ・チューリップの2種類のデザインがある）

このほか、コンビニのマルチメディア端末（ローソン・ファミリーマート・サークルKサンクス）やマルチメディアコピー機（セブン-イレブン）、またはレジのレシート（ミニストップ・デイリーヤマザキ・セイコーマート・スリーエフ）でカード番号を発行することも可能。
また、オーダメイドデザインの場合は上述の1000円券に加え、500円券の作成が可能（3000円券と5000円券は、既製のデザインとシートタイプのみ）。また、モバチェメールでは、10000円の選択肢が別途用意されている。

## 有効期限

### カードの有効期限
カードそのもの（シートを含む）に有効期限が設定されており、有効期限切れから3年以内で、かつカードタイプでスクラッチを削っていない場合に限り、1回限り105円で有効期限延長が可能。それが切れた場合は登録が出来ない。

### ぷりコール契約での有効期限
登録時、10円を1度数とし10度数あたり1日利用可能。なお、有効期限が切れてから90日以内に追加登録がない場合は、ぷりコール契約自体が自動解約（システム上は申出解約）となる。
- 0500円券： 05日間
- 1000円券： 10日間
- 3000円券： 30日間
- 5000円券： 50日間

### ぷりコール契約以外での有効期限
登録日の翌月1日から2年間有効（ただし、月初の1日の場合のみ当日から2年間有効）。

## 利用できるサービス

### ぷりコール以外での利用時
契約形態に準ずる。

## 利用料金

### ぷりコール以外での利用時
契約プランに準ずる。